# Lo Mestre Titas
Lo Mestre Titas fou un setmanari carlí publicat en català a Barcelona en diverses èpoques. En la primera època, el maig de 1868, es tractava d'una publicació humorística. Novament es publicà com a setmanari polític, amb forts atacs a liberals i republicans, de 20 de novembre de 1868 a 27 d'abril de 1872, quan fou prohibit. Tornà a sortir novament del 12 de juliol de 1888 al 23 de gener de 1890, i novament del 26 de juny de 1897 al 17 de març de 1900, suspès novament per ordre governativa. Un dels seus articulistes era Joan Bardina i Castarà i mostrà una actitud favorable a l'autonomia de Catalunya.
Fou encara novament editat a Manresa del 23 de març al 10 d'agost de 1907. Finalment, fou publicat setmanalment durant el 1910, i mensualment el 1911.